# Hypoceromys similis
Hypoceromys similis är en tvåvingeart som beskrevs av Lindner 1952. Hypoceromys similis ingår i släktet Hypoceromys och familjen vapenflugor. Inga underarter finns listade i Catalogue of Life.